# Sinfonia libera in due parte
Sinfonia libera in due parte is een compositie van Arvid Kleven. Deze Noorse componist werd net geen dertig jaar en kreeg tijdens zijn loopbaan als componist veel kritiek. Kleven was van een nieuwe generatie die de traditionele behoudende muziek uit dat land wilde vernieuwen. Dat ging niet zonder slag of stoot. Het resulteerde in een reis richting Berlijn waar inmiddels de muzikale vernieuwers van het vasteland van Europa het voor het zeggen hadden. Arnold Schönberg gaf er les en Alban Berg had de muziekwereld verrast met zijn Wozzeck. 
Dit had tot resultaat dat Kleven nog meer verwijderd werd van de Noorse muziektraditie. De symfonie Sinfonia libera in due parte zou dan ook weer behoorlijk aangepast worden door de critici. Zoals de titel zegt zou het uiteindelijk een symfonie in twee delen moeten worden, Kleven leefde echter te kort om ook het tweede deel op papier te krijgen. In april 1927 speelde de voorloper van het Oslo Filharmoniske Orkester onder leiding van Georg Schneevoigt alleen het eerste deel. De critici wisten te melden, dat de klassiek opbouw van een symfonie geheel ontbrak. De symfonie lijkt geen centraal thema te hebben. De muziek luistert als een aantal geschakelde korte fragmenten. Er werd van de symfonie geen definitief document aangetroffen. In 2003 begon de fagottist Robert Ronnes aan het leesbaar maken van de partituur, hij was er in 2005 klaar mee.
Na deze gedeeltelijke symfonie begon Kleven aan zijn laatste werk Les preludes. 